# Asociación Internacional de Grupos Ciclistas Profesionales
La Asociación Internacional de Grupos Ciclistas Profesionales, también conocida como AIGCP (en francés y oficialmente, Association Internationale des Groupes Cyclistes Professionnels), es un organismo que agrupa a equipos ciclistas profesionales de diversos países representados por sus directores. Forman parte del mismo la mayoría de equipos del máximo nivel (UCI ProTour). Su sede se encuentra en Lannion (Francia).
El actual presidente es Jonathan Vaughters, director del equipo Garmin-Cervélo.

## Presidentes
- Manolo Saiz (ONCE)
- Patrick Lefevere (Quick Step)
- Éric Boyer (Cofidis)
- Jonathan Vaughters (Garmin-Cervélo)